# Eimeria motellae
Eimeria motellae is een soort in de taxonomische indeling van de Myzozoa, een stam van microscopische parasitaire dieren. Het organisme komt uit het geslacht Eimeria en behoort tot de familie Eimeriidae. Eimeria motellae werd in 1896 ontdekt door Labbe.